# Phronia saxigena
Phronia saxigena är en tvåvingeart som beskrevs av Dziedzicki 1889. Phronia saxigena ingår i släktet Phronia och familjen svampmyggor. Inga underarter finns listade i Catalogue of Life.